# Нацвин, Евгений Юрьевич
Евгений Юрьевич Нацвин (род. 23 сентября 1985 года) — российский пловец, мастер спорта России международного класса, член сборной России выступавший за Новосибирскую область, участник Олимпийских игр в Афинах.
Первый тренер — Ю. Коваль.

## Спортивные достижения
Серебряный призёр чемпионата Европы (2004) в эстафете 4×200 м вольным стилем, серебряный призёр первенства Европы (2002). Чемпион Европы среди юношей (2002, 2003) в плавании на 200 м и в эстафете 4×200 м вольным стилем.

## Хобби
Увлекается фотографированием 